# Dolichopus asiaticus
Dolichopus asiaticus är en tvåvingeart som beskrevs av Negrobov 1973. Dolichopus asiaticus ingår i släktet Dolichopus och familjen styltflugor. Inga underarter finns listade i Catalogue of Life.